# DRS RQ-15
Der DRS RQ-15 Neptune ist ein Projekt für eine ultraleichte Aufklärungsdrohne. Die von DRS Technologies für die US Navy gebaute Drohne ist speziell für den Einsatz in maritimer Umgebung ausgelegt und wird über eine katapultartige Anlage gestartet.

## Technische Daten
| Kenngröße               | Daten                                |
| ----------------------- | ------------------------------------ |
| Länge:                  | 1,83 m                               |
| Flügelspannweite:       | 2,13 m                               |
| Maximales Startgewicht: | 36 kg                                |
| Maximale Zuladung:      | 9 kg                                 |
| Höchstgeschwindigkeit:  | ca. 160 km/h                         |
| Dienstgipfelhöhe:       | 2.400 m                              |
| Einsatzdauer:           | 4 Stunden                            |
| Antrieb:                | Ein Kolbenmotor mit 15,3 PS Leistung |